# Alan Caillou
Alan Caillou fue el nombre artístico de Alan Samuel Lyle-Smythe (9 de noviembre de 1914 – 1 de octubre de 2006), un escritor, actor, guionista, soldado, policía y cazador profesional de nacionalidad británica.

## Biografía
Alan Lyle-Smythe nació en Surrey, Inglaterra. En 1936-1939, antes del inicio de la Segunda Guerra Mundial, sirvió en la Policía Palestina, ocupación por la cual aprendió la lengua árabe, y en junio de 1938 fue recompensado con la Orden del Imperio Británico. En 1939 se casó con Aliza Sverdova in 1939, estudiando interpretación desde ese año hasta 1941.
En enero de 1940 Lyle-Smyth fue destinado al Royal Army Service Corps. Gracias a sus conocimientos lingüísticos, fue trasladado al Cuerpo de Inteligencia, sirviendo en el Desierto Líbico, donde utilizó el apodo "Caillou" (palabra francesa que significa 'piedra') como alias. Fue capturado en el Norte de África, cumplió prisión, y fue amenazado con la ejecución en Italia, pudiendo escapar y reunirse con las fuerzas británicas en Salerno. Posteriormente fue destinado a Yugoslavia para servir con los partisanos. En 1944 fue ascendido a Capitán y recompensado con la Cruz Militar. Lyle-Smyth escribió sus experiencias militares en el libro The World is Six Feet Square (1954).
Tras la guerra, volvió a trabajar en la Policía Palestina desde 1946 a 1947, sirviendo posteriormente como comisario en la Somalia Italiana, ocupada por los británicos, entre 1947 y 1952. En esos años Lyle-Smith escribió el libro Sheba Slept Here. 
Tras trabajar como Oficial de Distrito en Somalia y como cazador profesional, Lyle-Smith viajó a Canadá, donde también fue cazador y se hizo actor en la televisión del país.  
Su primera novela, Rogue's Gambit, la escribió en 1955 usando por vez primera el apodo Caillou, uno de sus seudónimos durante la guerra. Tras mudarse de Vancouver a Hollywood, actuó y escribió guiones en shows como Daktari, El agente de CIPOL (con el guion de "The Bow-Wow Affair" en 1965), Thriller, Daniel Boone, y la comedia Quark, programa en el que fue "The Head". 
Caillou escribió 52 obras de suspense con encuadernación en rústica bajo su propio nombre y el de Alex Webb, con héroes como Cabot Cain, Coronel Matthew Tobin, Mike Benasque, Ian Quayle, y Josh Dekker, al igual que escribió diversos relatos en revistas. Además, escribió algunos libros con nombre femenino.
Varias de las novelas de Caillou fueron adaptadaas al cine, entre ellas Rampage (con Robert Mitchum en 1963, basada en sus conocimientos cinegéticos), Assault on Agathon (con Nico Minardos como Cabot Cain), y The Cheetahs (1989).
Alan Caillou falleció en Sedona, Arizona, en 2006.